# Богослово (Владимирская область)
Богослово — село в Суздальском районе Владимирской области России, входит в состав Новоалександровского сельского поселения.

## География
Село расположено в 11 км на юго-восток от центра поселения села Новоалександрово и в 3 км на северо-запад от города Владимир.

## История

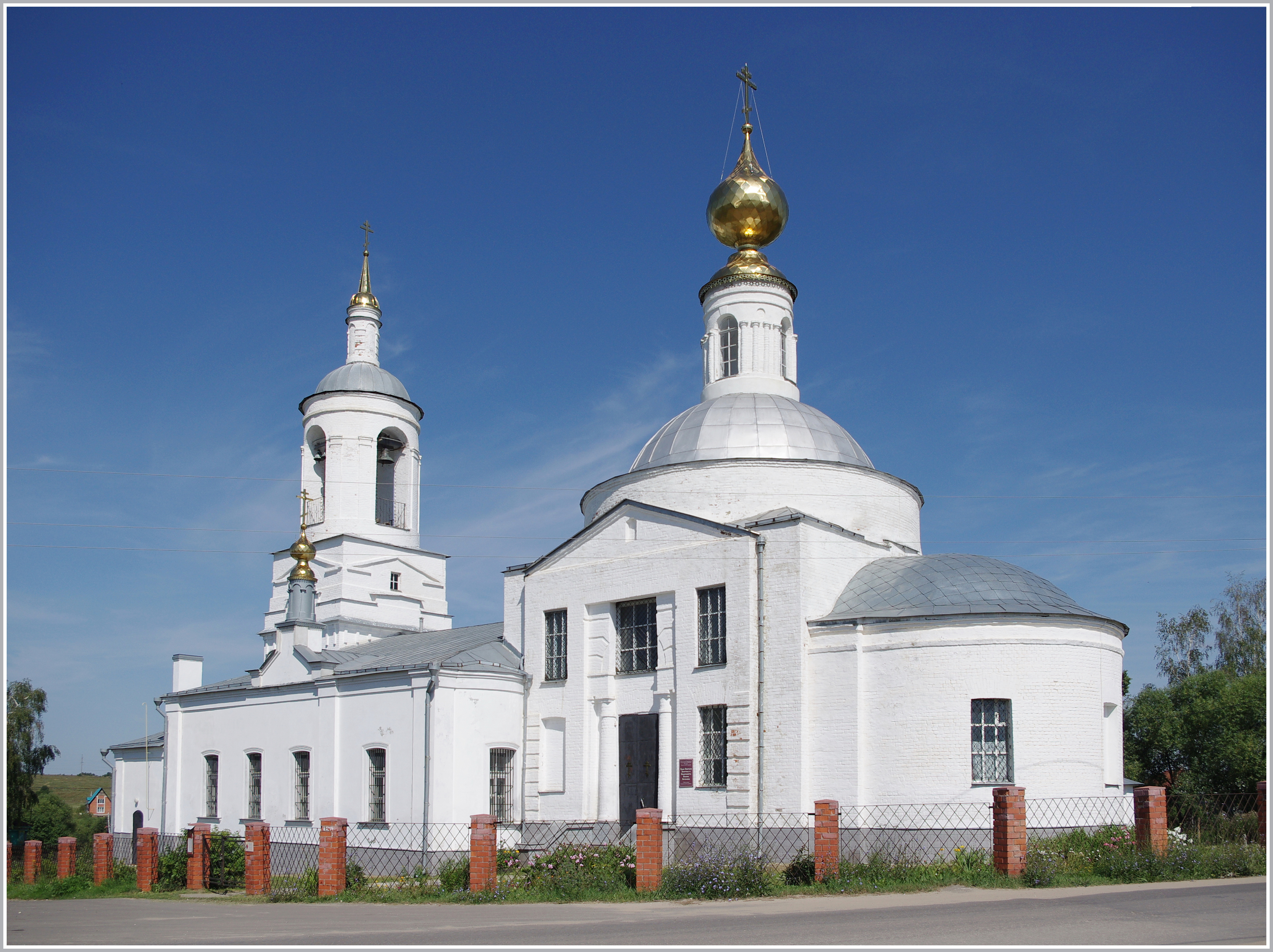
Церковь Иоанна Богослова (1833) в 2012 году

Село Богослово упоминается в старинных актах начала XVI столетия, в грамоте великого князя Иоанна III Васильевича от 1504 года в числе сел в вотчине Московского митрополита Симона, которым великий князь пожаловал несудимую грамоту. В писцовых книгах 1622 года оно называется селом патриаршим. В вотчине патриарха, а затем священного Синода Богослово оставалось до упразднения церковных вотчин, перейдя затем в ведомство государственных имуществ. Название Богослова селом в старинных актах указывает на то, что церковь была уже в то время. Существование ее в начале XVII века подтверждается записью в патриарших окладных книгах под 1628 годом: «церковь святого Ивана Богослова в патриаршей вотчине в селе Богослове, дани 19 алтын с деньгою». В конце XVII века церковь эта сгорела. В 1698 году по указу святейшего патриарха «Богословскому попу Ивану выданы были следующие книги: евангелие напрестольное выхода 1627 г., апостол выхода 1621 г., меч духовный выхода 1596 г., минея общая выхода 1696 г., служебник 1677 г., требник 1678 г., псалтирь 1671 г. и часослов 1696 г.» В 1699 году была устроена, вместо погоревшей, новая церковь и освящена в честь Иоанна Богослова. Были ли какие-либо перестройки церкви в течение XVIII столетия неизвестно. Существующая в селе Богослове каменная церковь с таковою же колокольнею устроена на средства прихожан в 1833 году. Престолов в ней три: в настоящей, холодной - во имя святого апостола Иоанна Богослова, в приделах теплых - в честь Покрова Пресвятой Богородицы и святого чудотворца Николая; последние освящены в 1876 году. В 1893 году приход состоял из села Богослова и деревень: Загорья, Багринова, Филипуши, Нежитина и сельца Марьина, в коих по клировым ведомостям числилось 701 душа мужского пола и 800 женского. В селе Богослове с 1872 года имелось училище; содержащееся на средства земства, но отопление и ремонт - на частные средства.
В конце XIX — начале XX века село являлось центром Богословской волости Владимирского уезда.
С 1929 года село являлось центром Богословского сельсовета Владимирского района, с 1959 года — в составе Сновицкого сельсовета, с 1965 года — в составе Суздальского района, с 1971 года — в составе Новоалександровского сельсовета, с 2005 года — в составе Новоалександровского сельского поселения.

## Население
| 1859 | 1897 | 1905 | 1926 | 2002 | 2010 | 2021  |
| ---- | ---- | ---- | ---- | ---- | ---- | ----- |
| 620  | ↘585 | ↗686 | ↘661 | ↘326 | ↗367 | ↗1123 |

## Инфраструктура
В селе имеются фельдшерско-акушерский пункт, гостиница, магазин.

## Достопримечательности
В селе находится действующая Церковь Иоанна Богослова (1833).